# Fischer Sándor (tanár)
Fischer Sándor (Budapest, 1915. február 24. – Budapest, 1995. március 6.) magyar nyelvész, beszéd-, ének- és retorikatanár.

## Élete
Magáról mesélte:

„A Rippl Rónai utcai főreálba jártam iskolába, ahol óriási sportélet volt. Többek között onnan került ki Barna Viktor és Szabados Miklós asztalitenisz-világbajnok. Az iskolai sportkör vezetője, Eördögh László súlylökő bajnok volt. Több sportágba belekóstoltam. Jéghoki- és vízilabdakapus voltam, kosaraztam, szinte minden atlétikai számban elindultam, korcsolyáztam és nem utolsósorban tornáztam. Ez utóbbiban bizonyultam a legeredményesebbnek. Sorra nyertem az iskolai versenyeket. Érettségi után kerültem a VAC-ba. A lólengés volt a kedvenc számom. Nagyon büszke voltam, amikor Pelle István kétszeres olimpiai bajnok is megdicsérte a gyakorlatomat. A lovon látványos vetődéses figurát mutattam be… A felszabadulás után néhányszor még a szerek mellé álltam. Egy ideig edzősködtem is. Tanítványom volt a későbbi olimpiai bajnoknő, Keleti Ágnes.”

A Zeneakadémia ének tanszakát végezte, ezzel egyidejűleg művészettörténetet és nyelvtudományt is tanult. 

„Már egészen ifjú koromban érdekelt a hangképzés, a fonetika, a módszertan. A legdallamosabb nyelv hazájában,  Itáliában tanultam a beszéd, a szóképzés művészetét. 1950 óta tanítok a főiskolán.”

Mostanáig is, Montágh Imre mellett, a legkiválóbb, legelismertebb beszédtechnika- és retorikatanár volt. Tanított a Színház- és Filmművészeti főiskolán, a Gyógypedagógiai Tanárképző Főiskolán, a Magyar Rádióban és a Magyar Televízióban, mindenütt az országban innen és túl is. Nagy hozzáértéssel és empátiával oktatta növendékeit. Előadásai VHS-formátumban megjelentek a Tankönyvkiadó Vállalatnál az 1980-as évek-ben.
Élete utolsó két évtizedében felesége a Magyar Televízió ismert bemondónője, Kiskalmár Éva volt.
A beszéd művészete című könyve bevezetőjében írta:

„Munkásságom során meglepően sok rosszhangú, rosszul beszélő, beszédhibás emberrel találkoztam, s még meglepőbb volt, hogy beszédhibáikról mitsem tudtak. A beszéd hibáinak feltárása – legyen az hanglejtés, hangsúlyozás, beszédhang hiba stb. – egyesekben megdöbbenést, másokban kételkedést, de minden esetben nagy meglepetést okozott. A hibák feltárása természetesen nem öröm, de a javítás és főleg az eredmény mindig nagy élményt jelentett tanárnak és tanítványnak egyaránt. Nagyon időszerűvé vált, hogy minél többen jussanak el az ösztönös beszéléstől a tudatos beszédformálásig, a tiszta, kifejező beszédstílusig. Ez nemcsak a társadalmi érintkezést teszi kellemesebbé, hanem a gondolat igaz, világos értékelését is elősegíti; tehát a szépérzéken túl a mindennapi élet hasznos gyakorlatára is kihat. Szeretném, ha könyvemmel segíteni tudnék ezeknek a feladatoknak a megoldásában.”

## Elismerései
- Ifjúsági Érdemérem
- A Munka Érdemrend arany fokozata
- A Szocialista Magyarországért

## Művei
- Beszédtechnika, 1955
- A beszéd művészete, 1966[5]
- A beszéd művészete (nyomtatott anyag), 1974, 1982 (792 F 61) (Huntéka katalógus)
- Retorika: a közéleti beszéd gyakorlata (nyomtatott anyag), 1975, 1981 (810 F 61) (Huntéka katalógus)[6][7]
- A magyar beszéd stílusa (videófelvétel és magyarázó füzet), 1988

## Külső hivatkozások
- Fischer Sándor fényképei
- Retorika a YouTube-on
- Bay Évát így „törte össze” fiatalon „hírhedt” tanára